# Ufensia africana
Ufensia africana är en stekelart som beskrevs av Gennaro Viggiani 1972. Ufensia africana ingår i släktet Ufensia och familjen hårstrimsteklar.
Artens utbredningsområde är Ghana. Inga underarter finns listade i Catalogue of Life.